# Ankie Vandekerckhove

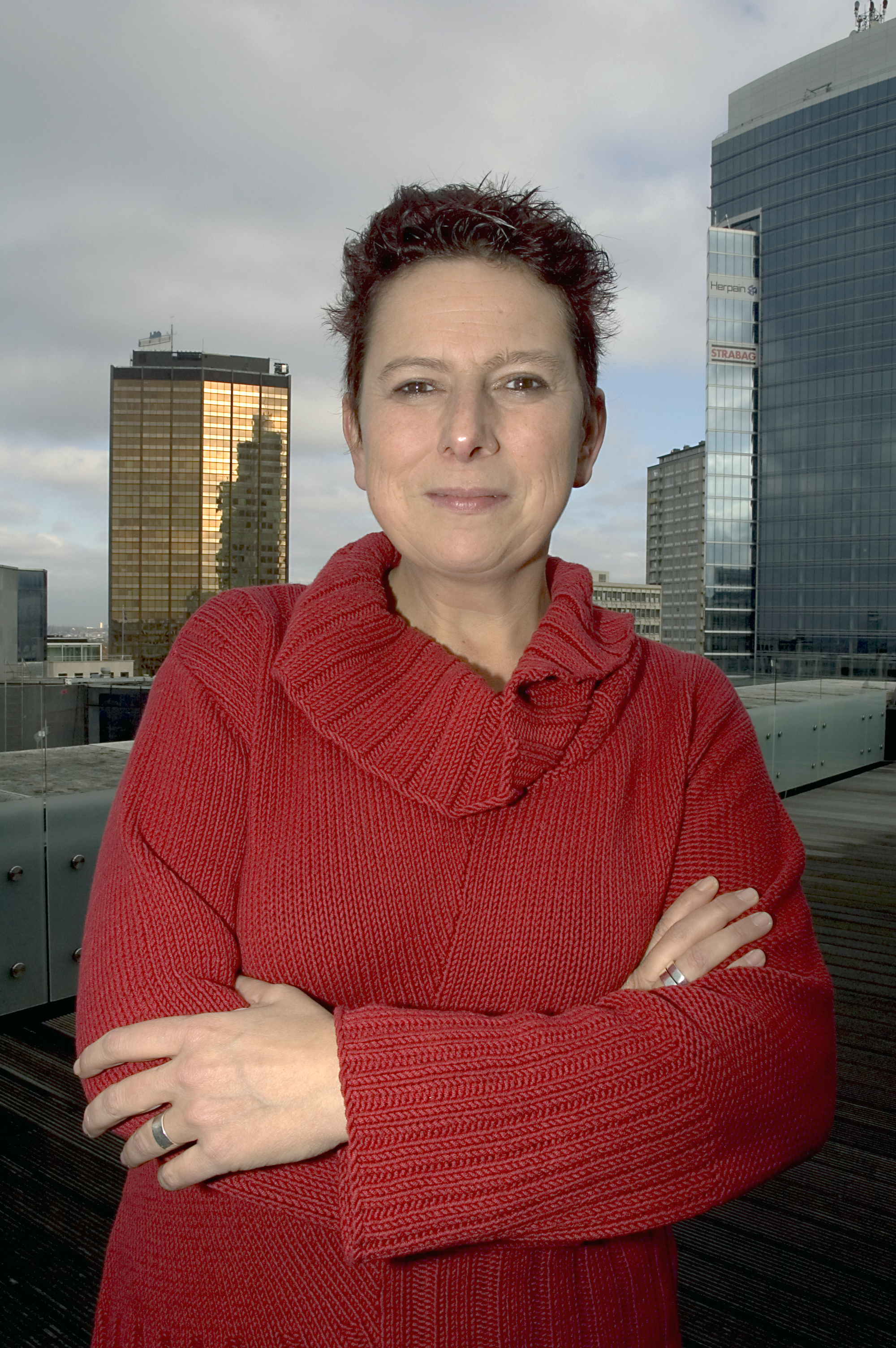
Ankie Vandekerckhove kinderrechtencommissaris was eerste kinderrechtencommissaris van juni 1998 tot mei 2009.

Ankie Vandekerckhove (Turnhout, 1963) is een Belgisch criminoloog en master in de rechten die vooral bekend is geworden als kinderrechtencommissaris van de Vlaamse Gemeenschap.

## Biografie
Vandekerckhove volgde haar middelbaar in de Sint-Bavohumaniora te Gent om later aan de Universiteit van Gent criminologie en rechten te studeren van 1982 tot 1987.
Na haar studies ging ze aan de slag als eerste kinderrechtencommissaris van 1998 tot 2009. Ze werd in 2009 opgevolgd door Bruno Vanobbergen.
Het commissariaat werd opgericht door het Vlaams Parlement, bij decreet in 1997. Bedoeling was het publiek vertrouwd te maken met het internationaal verdrag van de kinderrechten, alsook het toezicht op de naleving.
In Maart 2000 had Vandekerckhove een onderhoud met de toen eerste minister, Guy Verhofstadt, over de verdere opvolging van de kinderregering.
Na deze periode was ze tot 2011 werkzaam bij Kind & Gezin.
In 2011 werd ze actief in het VBJK in het actieonderzoek kinderopvang en bij de redactie van het tijdschrift "Kinderen in Europa".
Sinds 2009 is ze ook actief als kinderrechtenexpert in allerlei projecten en werkgroepen onder andere voor de Europese Gemeenschap en is ze lid van de raad van bestuur van Plan België (voorheen Foster Parents Plan).
Vandekerckhove is een kleindochter van Minister August De Boodt en een nicht van zakenman-topadvocaat, Professor Louis-Henri Verbeke.